# Вибори в Маріуполі
Вибори в Маріуполі

## Парламентські вибори в Україні 2014
За результатами парламентських виборів за мажоритарними округами стали народними депутатами Новинський і Магера.

## Парламентські вибори в Україні 2012
За результатами парламентських виборів за мажоритарними округами стали народними депутатами Матвієнков і Білий.
мажоритарний округ № 57

Кандидати-мажоритарники:
- Матвієнков Сергій Анатолійович (Партія регіонів)
- Пуговкін Дмитро Юрійович (Комуністична партія України)
- Романюк Олександр Володимирович (Батьківщина)
- Асєєв Ігор Анатолійович (УДАР)
- Мороз Анатолій Михайлович (Наша Україна)
- Забавін Дмитро В'ячеславович (Україна — Вперед!)
- Яременко Микола Дмитрович (Соціалістична партія України)
- Щербаков Сергій Андрійович (Народна партія)

мажоритарний округ № 58

Кандидати-мажоритарники:
- Білий Олексій Петрович (Партія регіонів)
- Дейнєс Віталій Геннадійович (Комуністична партія України)
- Решетняк Ігор Миколайович (Батьківщина)
- Асєєв Олег Анатолійович (УДАР)
- Красновський Сергій Борисович (Україна — Вперед!)
- Тіхонова Лілія Валентинівна (Радикальна партія)
- Конишев Геннадій Аркадійович (Народна партія)
- Гудзюк Сергій Степанович (Соціалістична партія України)

## Парламентські вибори в Україні 2006
Народними депутатами стали:
- Бойко Володимир Семенович — номер 8 (Соціалістична партія України СПУ) — представник Маріупольський металургійний комбінат імені Ілліча, 1938 року народження, безпартійний.
- Матвієнков Сергій Анатолійович — номер 25 (Соціалістична партія України СПУ) — представник Маріупольський металургійний комбінат імені Ілліча, 1957 року народження.
- Білий Олексій Петрович — номер 31 (Партія Регіонів України) — генеральний директор ВАТ «Металургійний комбінат Азовсталь», 1961 року народження, член Партії регіонів.
- Савчук Олександр Володимирович — номер 32 (Партія Регіонів України) — голова правління, генеральний директор ВАТ «Маріупольський завод важкого машинобудування» («Азовмаш»), 1954 року народження, член Партії регіонів.

Крім того, не пройшли до парламенту такі жителі Маріуполя — кандидати в народні депутати України: Федосов Олександр Олександрович (№ 55 СПУ), Тернавській Юрій Іванович (№ 60 СПУ), Іванченко Анатолій Семенович (№ 81 СПУ), Кафтанів Олександр Сергійович (№ 243 Наша Україна), Толстенко Олег Анатолійович (№ 284 Наша Україна), Колосов Віталій Павлович (№ 293 Наша Україна), Фоменко Олександр Григорович (№ 166 КПУ), Дейнес Віталій Геннадійович (№ 314 КПУ), Яровий Володимир Анатолійович (№ 180 Не так), Гнатієнко Ігор Володимирович (№ 202 Не так), Зубаченко Майя Борисівна (№ 227, Не Так), Романів Дмитро Юрійович (№ 81, Блок Олійника), Хитрік Ганна Анатоліївна (№ 46, Віче), Гаєва Оксана Сергіївна (№ 54, Віче) тощо.
На виборах мера Маріуполя 2006 перемогу одержав Хотлубей Юрій Юрійович.

## Вибори Президента України 2004
На президентських виборах 2004 роки переконливу перемогу отримав Янукович Віктор Федорович. Хоча різниця в двох останніх турах склала 37%, тобто Янукович втратив в Маріуполі понад 100 тисяч голосів.
3-ій тур (26 грудня 2004)
- Кількість виборців — 379383
- Явка виборців — 297689 (78,47%)
- Янукович Віктор Федорович — 271199 (91,1%)
- Ющенко Віктор Андрійович — 17666 (5,93%)

2-ий тур (21 листопада 2004)
- Кількість виборців — 393655
- Явка виборців — 383244 (97,36%)
- Янукович Віктор Федорович — 371411 (96,91%)
- Ющенко Віктор Андрійович — 6633 (1,73%)

1-ий тур (31 жовтня 2004)
- Кількість виборців — 375158
- Явка виборців — 279016 (74,37%)
- Янукович Віктор Федорович — 235070 (84,25%)
- Ющенко Віктор Андрійович — 12163 (4,36%)
- Симоненко Петро Миколайович — 8579 (3,07%)
- Вітренко Наталія Михайлівна — 3428 (1,29%)
- Мороз Олександр Олександрович — 2407 (0,86%)
- Кінах Анатолій Кирилович — 1642 (0,59%)
- Яковенко Олександр Миколайович — 1394 (0,50%)
- Черновецький Леонід Михайлович — 849 (0,30%)

## Парламентські вибори в Україні 2002
За результатами парламентських і місцевих виборів за мажоритарними округами стали народними 
депутатами Матвієнков і Колоніарі по багатомандатному загальнодержавному округу перше місце зайняв Виборчий Блок «За єдину Україну», на другому місці Компартія України. Мером міста вибраний Хотлубей Юрій Юрійович.
мажоритарний округ № 55
- Кількість виборців — 180265
- Явка виборців — 101237 (56,16%)
- Матвієнков Сергій Анатолійович — 68870 (68,02%) — найвищий показник по Донецькій області

мажоритарний округ № 56
- Кількість виборців — 171093
- Явка виборців — 94837 (55,43%)
- Колоніарі Олександр Петрович — 36771 (38,77%)

багатомандатний загальнодержавний округ
- Кількість виборців — 351323
- Явка виборців — 196199 (55,85%)
- ВБ «За єдину Україну!» — 88894 (45,31%)
- Комуністична партія України — 46223 (23,56%)
- Блок Віктора Ющенка «Наша Україна» — 8204 (4,18%)
- СДПУ(О) — 6999 (3,57%)
- Блок Наталії Вітренко — 6471 (3,3%)
- Партія зелених України — 3251 (1,66%)
- КПУ(о) — 2671 (1,36%)
- Команда озимого покоління — 2632 (1,34%)
- Жінки за майбутнє — 2561 (1,31%)
- Соціалістична партія України — 2321 (1,18%)

## Вибори Президента України 1999
Перемогу в президентських виборах отримав Кучма Леонід Данилович
2-ий тур (14 листопаду 1999)
- Кількість виборців — 367414
- Явка виборців — 250336 (68,98%)
- Кучма Леонід Данилович — 143471 (57,31%)
- Симоненко Петро Миколайович — 94133 (37,6%)

1-ий тур (31 жовтня 1999)
- Кількість виборців — 364694
- Явка виборців — 224813 (61,64%)
- Кучма Леонід Данилович — 93349 (41,52%)
- Симоненко Петро Миколайович — 62692 (27,89%)
- Вітренко Наталія Михайлівна — 38847 (17,28%)
- Мороз Олександр Олександрович — 6349 (2,82%)
- Марчук Євген Кирилович — 3957 (1,76%)
- Костенко Юрій Іванович — 2692 (1,2%)
- Удовенко Геннадій Йосипович — 1402 (0,62%)